# Екс ан Ерњи
Екс ан Ерњи (фр. Aix-en-Ergny) насеље је и општина у североисточној Француској у региону Север-Па де Кале, у департману Па де Кале која припада префектури Montreuil.
По подацима из 2011. године у општини је живело 181 становника, а густина насељености је износила 37,47 становника/km². Општина се простире на површини од 4,83 km². Налази се на средњој надморској висини од 107 метара (максималној 167 m, а минималној 97 m).

## Демографија
| 1962. | 1968. | 1975. | 1982. | 1990. | 1999. | 2011. |
| ----- | ----- | ----- | ----- | ----- | ----- | ----- |
| 145   | 159   | 147   | 128   | 120   | 104   | 181   |

График промене броја становника у току последњих година